# Watertoren (Vriezenveen)
De watertoren in Vriezenveen is gebouwd in 1934 en is ontworpen door architect Hendrik Sangster.
Sangster probeerde in het uiterlijk zowel de functie als de constructieve opzet tot uitdrukking te brengen. Daarnaast besteedde hij veel aandacht aan de inpassing van de toren in zijn omgeving. De toren van Vriezenveen is de voorlaatste die door Sangster is ontworpen en is wat soberder van vormgeving dan de torens uit de periode 1926-1930. Toch is de achtzijdige watertoren met risolieten met smalle staande vensters aan vier zijden, en een oude bovenbouw met vensters onder de dakrand, een markante en statige verschijning in de lintbebouwing van Vriezenveen. 
De watertoren heeft een hoogte van 40,80 meter en een waterreservoir van 295 m³. Deze toren is geopend tijdens de jaarlijkse monumentendag.
Op 21 maart 2008 liet de lokale politieke partij Gemeentebelangen Twenterand weten vragen te zullen stellen aan het College van B&W over het behoud van de watertoren vanwege de cultuurtechnische waarde.
De toren heeft status gemeentelijk monument.

Functie van een watertoren
Vroeger had een watertoren een onmisbare functie. Het was namelijk een 'voorraadvat' dat ervoor zorgde dat in het vlakke land het water onder druk bij de burgers kwam. Door steeds verdergaande uitbreiding van de waterleidingbedrijven is de functie van een watertoren tegenwoordig wel gewijzigd, maar niet verdwenen; de toren wordt nu vaak meer beschouwd als hulpmiddel om het productie- en distributieproces gelijkmatiger te laten verlopen.
Watervoorraad
De watervoorraad in het hooggelegen reservoir zorgt ervoor dat de druk niet wegvalt als de watertoevoer stagneert, of als de waterafname tijdelijk groter is dan de aanvoer. Op tijden dat de vraag minder groot is, wordt het voorraadvat van de watertoren weer bijgevuld door de pompen van het pompstation. Tegenwoordig maken de waterleidingbedrijven gebruik van grote laaggelegen reservoirs (kelders), waarvan de inhoud kan oplopen tot miljoenen liters. Het water dat overdag extra nodig is, wordt hierin 's nachts opgespaard. Moderne pompen zorgen tegenwoordig voor de benodigde druk.